# موسيس أوغبو
موسيس أوغبو (بالإنجليزية: Moses Ogbu)‏ (7 فبراير 1991 بنيجيريا - ) هو لاعب كرة قدم نيجيري في مركز الهجوم. لعب سابقاً مع نادي العين السعودي.

## وصلات خارجية
- موسيس أوغبو على موقع اتحاد السويد (السويدية)
- موسيس أوغبو على موقع دوري كوريا الجنوبية (الإنجليزية)
- موسيس أوغبو على موقع قاعدة بيانات كرة القدم.إي يو (الإنجليزية)
- موسيس أوغبو على موقع Soccerbase.com (لاعب) (الإنجليزية)
- موسيس أوغبو على موقع Soccerway.com (الإنجليزية)